# Krasnauka (przystanek kolejowy)
Krasnauka (biał. Краснаўка, ros. Красновка) – przystanek kolejowy w pobliżu miejscowości Krasnouka, w rejonie krupkowskim, w obwodzie mińskim, na Białorusi. Leży na linii Moskwa - Mińsk - Brześć.